# アチーブゴール
株式会社アチーブゴール（英語:Achieve goal Co. Ltd.）は、英会話スクールや海外留学などの英会話を展開している会社。

## 概要
2011年8月、株式会社アチーブゴール（英語表記：Achieve goal Co. Ltd.）設立。
「留学で日本に英語力を」をコンセプトに、フィリピン・セブ島　、オーストラリア、ニュージーランド、カナダなど世界各国に拠点を置き展開している。
2013年4月1日、フィリピン現地や日本でのサポート体制を整え、アチーブゴールイングリッシュスクールAGESLを開校する。フィリピン・セブ島留学においてはパイオニア的存在。
2013年12月1日にはフィリピン留学最大手のSME校と業務提携しSMEAG校が誕生。
セブ島内に3キャンパス、クラークに1キャンパス、計1,200名の生徒が在籍。
また、アチーブゴールはフィリピン・セブ島留学とカナダ・ニュージーランド・オーストラリア留学を組み合わせた「ステップアップ留学」があり、世界各国で英語を学べる。
2015年3月1日よりフィリピン人英語講師を日本に招聘し、国内留学を展開。
企業や教育機関に英会話講師を派遣する事業。
実績として、東洋大学やエイベックス・グループ・ホールディングス、ヤマトホールディングス、ベネフィット・ワン、リストなどで導入されている。
2016年4月、RIZAPイノベーションズと合弁会社RIZAP ENGLISHを設立し、国内に英会話スクール事業を展開している。
2016年10月、カナダ　バンクーバーに語学学校CCEL・大学CCを、株式会社H.I.Sと共にM&Aを行い運営している。
2017年5月、オーストラリア メルボルンに語学学校SMEAGメルボルン校を開校。
2019年4月、山梨県河口湖にアチーブイングリッシュキャンプを東洋大学・TUGSと業務提携の上、開校。国内留学として、小・中・高校生団体英会話・英検合格合宿をはじめビジネスマン向け週末合宿も開校している。

## 会社概要
- 2011年8月1日、会社設立
- 代表取締役 　渥美修一郎
- 会社設立　 　2011年8月1日

株式会社アチーブゴール　外観

- 東京本社　　 151-0053 　東京都渋谷区代々木1-30-7ヤマノ24ビル
- 資本金 　　　3000万円
- 従業員数　    20名＋フィリピ人講師60名

## 事業内容
1. 欧米・東アジア地域語学学校の運営及び留学手続き代行事業
2. フィリピン人英語講師の国内英語講師としての派遣事業
3. オンライン英会話運営事業
4. RIZAP ENGLISH運営事業

### 海外留学事業

#### 欧米・東アジア地域語学学校の運営及び留学手続き代行事業
アチーブゴールでは、留学拠点を世界各国に展開。
日本人スタッフや日本語が話せる現地スタッフを常駐し、留学中のサポートも行う。
今後は、行きたい国・目的・学びたい語学などに合わせて選べるように、拠点や提携校を増やして留学ニーズに対応していく予定。

国内留学事業
山梨県河口湖に国内留学として小・中・高校生団体英会話・英検合格合宿をはじめビジネスマン向け週末合宿を開校している。

#### フィリピン人英語講師の国内英語講師としての派遣事業
フィリピン人講師を日本に招聘し、国内で英会話事業を展開している。
海外に行かなくても国内で英会話を学べるサービスを提供し、企業や大学の顧客ニーズに合わせた英会話レッスン開き、グローバル化支援をしている。

#### オンライン英会話運営事業
フィリピン・セブ島の英語講師とスカイプを用いたビデオコールで行う英会話レッスンも行っている。
・英会話教室AEONに実践の場を提供

#### 4.RIZAP ENGLISH運営事業
RIZAPイノベーションズとアチーブゴールの合弁会社RIZAP ENGLISHを設立。
マンツーマンのトレーニングや食事指導で“結果にコミット”するBODY MAKE事業と、フィリピン・セブ島で年間4,000人の卒業生を出す、アチーブゴールと共に【最短距離で英語力が劇的に変わる】RIZAP ENGLISHを提供。

### 取扱地域
- カナダ地域
- オーストラリア地域
- ニュージーランド地域
- フィリピン地域

### 直営取扱校
- SMEAG校
- Canadian College（大学）
- Canadian College of English Language（語学学校）
- SMEAG セブ校 語学学校
- SMEAG メルボルン校 語学学校
- SMEAG オンライン
- アチーブイングリッシュキャンプ　山梨県河口湖

## 主要取引先企業
- 楽天株式会社
- 株式会社リクルートホールディングス
- 株式会社LINE
- 株式会社エイチ・アイ・エス
- ヤマト運輸株式会社
- 有限責任新日本監査法人
- 有限責任あずさ監査法人
- 株式会社ベネフィット・ワン
- 住友三井オートサービス株式会社
- 住友化学株式会社
- 株式会社ヤマノビューティメイトグループ
- プレミアムウォーター株式会社
- 株式会社サマンサタバサジャパンリミテッド
- 株式会社ダイトーコーポレーション
- 株式会社HUGE
- 株式会社クボタ
- 株式会社アシックス
- 第一三共株式会社
- ニスコム株式会社
- 株式会社ダイヤモンドダイニング
- 株式会社テイクアンドギヴ・ニーズ

## 主要取引先学校
- 東洋大学
- 関西大学
- 武蔵大学
- 拓殖大学
- 東京観光専門学校
- 芳じゅ女学院国際専門学校
- 専門学校東京スクールオブビジネス
- 相模女子大学
- 岩崎学園

## CSR活動
アチーブゴールはグローバル企業として、世界各地でCSR活動を行っている。

### 台風被害の支援活動
2013年11月、台風30号がフィリピンを直撃した際には、日本人スタッフやセブ島の運営校・SMEAGのスタッフ、留学生と、楽天株式会社による支援活動「楽天たすけ愛」に協力し、支援活動を行う。
。

### フィリピンボランティア活動
授業の一環としてボランティア活動を導入し、留学生や講師、スタッフが様々な活動に取り組み、地域貢献に努めている。
定期的に「バザー」を開催し、留学生やスタッフがいらなくなった衣服や雑貨を、低価格で販売。その収益は子供たちへの炊き出し、教材購入、配布に充てている。

### マングローブ植栽
地球温暖化を防ぎ、防波堤の役割もあるマングローブの苗を4か月ごとに植栽している。地域の防災対策や地球環境保全にも貢献している。

### 医療奉仕活動
2か月に一度、虐待や搾取によって傷ついた18歳以下の女性や子どもたちが暮らす特別診療ケアセンターを訪問し、ゲームをしたり歌を歌ったりと心のケアや、センター内の清掃、病気感染防止のための薬散布などもしている。

### 孤児院訪問
3か月に一度、セブ中心地から4時間ほどのマラパスクアの孤児院を訪れ、1泊2日で医療奉仕活動を開催している。
医療スタッフのサポートをはじめ、地元の方たちとの交流を大切にし、また自然保護活動を目的とした活動をしている。

### 公立小学校ペンキ塗り
フィリピンの公立小学校に留学生が順に訪問し、小学校を整備する活動も行っている。

## ブランドロゴ

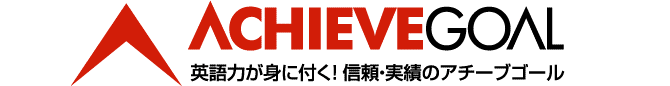
株式会社アチーブ・ゴール　ロゴ

ロゴマークは社名の由来である目標（Goal）と達成(Achieve)の思いを込め、願いを正しく世界へ導くようデザインされている。
またコーポレートカラーのファインレッドは、誰もが秘める情熱を表現。
その情熱に気付き、一歩前に踏み出し、世界に羽ばたけるようにと願いが込められている。

## アチーブゴールで留学した著名人
- 乙武洋匡
- 勝間和代